# リード・スミス
リード・スミスLLP（Reed Smith LLP）は、アメリカ合衆国の法律事務所。1877年にノックス&リードとして設立。1600人以上の法律家が所属し、世界中に25のオフィスがある。